# Cyphocarpus rigescens
Cyphocarpus rigescens är en klockväxtart som beskrevs av John Miers. Cyphocarpus rigescens ingår i släktet Cyphocarpus, och familjen klockväxter. Inga underarter finns listade i Catalogue of Life.